# Testtérfogat-index
A testtérfogat-index (BVI) a testtömegindex egyik lehetséges alternatívája.
Míg a testtömegindex (BMI) a test össztömege alapján von le megállapításokat, addig a BVI figyelembe veszi a tömeg eloszlását is. (például azt is kimutatja, hol van súlyfelesleg). A legfrissebb tanulmányok rámutattak már a testtömeg index korlátaira. Vannak olyan esetek, amikor rosszul becsli meg az egyén egészségügyi kockázati szintjét.

## A  BVI szerepe a testalkat és az elhízás mérésében
A testtérfogat indexet (BVI) 2000-ben alkották meg. Ez a testtömeg indexnek egy olyan alternatívája, melynek megállapításához számítógépes programok használata szükséges. A BVI meghatározása közben megmérik az illető testtömeg indexét, a dereka kerületét és a csípő-derék méretarányt.
A BVI alkalmazást fel lehet használni 3 dimenziós testszkennerekben is. Ezzel meg lehet határozni az egyén egészségügyi kockázatait. Erre két módszer van: vagy jelzi a gép a problémás területeket, vagy ennek alapján az azonos BMI-értékkel rendelkező betegek közül meg lehet mondani, kit milyen területen számít jobban veszélyeztetettnek.

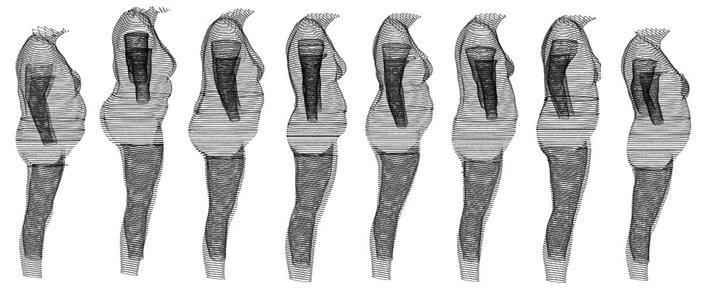
8 nő, akinek mindnek azonos, – 30 – a testtömeg indexe. Eltérés közöttük a térfogatban és annak különböző eloszlásaiban van. Emiatt más a BVI-értékük.

 Jelenleg a BVI hatásosságát egy kétéves kutatás, a Body Benchark Study keretében Európában és az USA-ban is kutatják.
Míg egy adott személy BMI értékét a magassága és a testtömege alapján kézzel is ki lehet számítani, addig a BVI meghatározásához a testről minden adat kell, ami a 3 dimenziós méreteit meghatározza. Ez alapján állapítják meg a térfogat vagy a tömeg eloszlását. A BVI sokkal inkább azt mutatja meg, hogy a test mely területén van túl sok zsír, vagy hol van a tömeg jelentős része. Csak másodsorban érdekli a tömeg értéke és a zsír mennyisége. Az utóbbi években megegyeztek a szakértők abban, hogy az alhas környékén lerakódott zsírtömeg számít a legveszélyesebbnek. Ezt nevezik központi vagy alhasi elhízásnak. Az egész tesztre kiterjedő 3 dimenziós felületi szkennerrel fel lehet térképezni az emberek teljes testfelszínét, így számítógépes programmal meg lehet határozni a testsúly zsírtartalmát. Ehhez a testösszetétellel kapcsolatos adatokat használnak fel.
A BVI számításához olyan szkennerekkel kell képsorozatot készíteni, melyben lehet változtatni a fény erősségét. Így lehet az egyén számára megállapítani a testtömeg és térfogat tulajdonságait, illetve csak így használhatóak fel a nyert adatok statisztikai összehasonlításra.
Az évezred fordulóján jutottak el a számítások addig, hogy elgondolkodtak a testtömeg indexnek a térfogatindexszel történő helyettesítésén. Az ehhez szükséges vizsgálatokat és méréseket egy brit elhízási központ laboratóriumában végezték el. A következő mérésekre Minesotában került sor.
Egy előzetes felmérés eredményei szerint a BVI eredményeit könnyen fel lehet arra használni, hogy ráébresszék az embereket a súlycsökkentés fontosságára.
Sokan azért vitatták a módszer használhatóságát, mert csak kevés helyen lehet hozzáférni a szükséges eszközökre, míg a BMI kiszámításához nem volt szükség semmilyen elektronikai eszköz használatára. Kutatások azonban azt mutatták ki, hogy a szkenner eérhető, megfizethető, valamint megbízató és ellenőrizhető értékeket biztosít a beteg méreteiről.